# Stan the Flasher
Stan the Flasher – film z roku 1990 w reżyserii Serge'a Gainsbourga.

## Opis
Film ukazuje tragiczną historię byłego nauczyciela angielskiego i przewrotnego ekshibicjonisty, którego rolę zagrał Claude Berri, nękanego przez różne trudności, wciąż mającego do czynienia z obrazami młodych dziewcząt, którym daje prywatne lekcje w swym mieszkaniu "nawiedzanym" przez jego żonę. W tym filmie zadebiutowała Élodie Bouchez.

## Obsada
- Claude Berri: Stan Goldberg
- Aurore Clément: Aurore
- Élodie Bouchez: Natacha (w czołówce wymieniona jako Elodie)
- Michel Robin: Więzień
- Daniel Duval: Ojciec Natachy
- Richard Bohringer: David
- Luce Chabanis: Rosalie
- Marc Stokle: Jojo
- Jacques Volfsohn: przyjaciel Davida
- Serge Gainsbourg: przyjaciel Davida
- Stephanie Beyeler: uczennica
- Alexandra Billiard: uczennica
- Delphine Gliozzo: uczennica
- Agnes Gliozzo: uczennica